# Stanford Memorial Church
De Stanford Memorial Church, soms MemChu genoemd, is een kerkgebouw op de campus van de Stanford-universiteit in de Amerikaanse staat Californië. Jane Stanford liet de kerk bouwen als herdenking aan haar man Leland Stanford, voormalig gouverneur van Californië en oprichter van de universiteit. De kerk werd tijdens de American Renaissance-periode ontworpen door Charles A. Coolidge. De kerk werd in 1903 ingewijd. Het gebouw is opgetrokken in een romaneske stijl met Byzantijnse details en het ontwerp werd beïnvloed door de kerken uit de regio van het Italiaanse Ravenna. De Stanford Memorial Church wordt weleens het "kroonjuweel van de universiteit" genoemd. De mozaïeken en gebrandschilderde ramen hadden de Stanfords in Europa tijdens hun reizen gezien. De kerk bevat vier orgels.
Stanford Memorial Church is de eerste kerk aan de Amerikaanse westkust die niet door een geloofsgemeenschap is opgericht. De oprichting ervan heeft een aanzienlijke invloed gehad op de universiteit, die in het midden van de 20e eeuw van een totaal seculiere instelling geëvolueerd is in een instelling waar geloof en wetenschap samen opbloeiden.